# Sorex orizabae
Sorex orizabae är en däggdjursart som beskrevs av Clinton Hart Merriam 1895. Sorex orizabae ingår i släktet Sorex och familjen näbbmöss. IUCN kategoriserar arten globalt som livskraftig. Inga underarter finns listade i Catalogue of Life.
Arten når en kroppslängd (huvud och bål) av 54 till 71 mm, en svanslängd av 33 till 43 mm och en vikt av cirka 6 g. Pälsens hår är huvudsakligen bruna. På ryggen har det ett vitt band i mitten och på buken har håren en vit spets. Svansen är tvåfärgad.
Denna näbbmus förekommer i bergstrakter i centrala Mexiko söder om Mexico City. Utbredningsområdet ligger 2200 till 4200 meter över havet. Habitatet utgörs av barrskogar och av bergsängar. Arten besöker även odlade områden. Sorex orizabae jagas bland annat av rödstjärtad vråk (Buteo jamaicensis).